# Delomerista japonica
Delomerista japonica är en stekelart som beskrevs av Joseph Augustine Cushman 1937. Delomerista japonica ingår i släktet Delomerista och familjen brokparasitsteklar. Arten är reproducerande i Sverige. Inga underarter finns listade i Catalogue of Life.